# Ambitus (derecho romano)
Un ambitus, en el antiguo derecho romano, era un delito de corrupción política, principalmente el intento de un candidato de influir en el resultado (o dirección) de unas elecciones a través de un soborno u otra forma de poder blando o actividad censurable, declarada ilegal.

## Etimología
La palabra latina ambitus proviene de ambio, "andar alrededor", "dar vueltas alrededor", pero también "ambición", como otro de sus significados iniciales. El ambitus era el proceso de 'dar vueltas y elogiarse a uno mismo o a los protegidos', que en la práctica tendía a ser una actividad susceptible de excesos poco éticos. Pero también, presentar una acusación de ambitus contra una figura pública se convirtió en una de las tácticas preferidas para socavar a un oponente político.
La palabra ambitus para corrupción electoral es un término general para delito. Los acusados habrían sido acusados bajo un estatuto específico (lex).
Ambitus es la raíz de la palabra “ambición” en el castellano, así como de su equivalente en otras lenguas con influencia latina.

## Historia
El ambitus estaba considerado como un delito público por ofender al Estado romano o a la comunidad y se castigaba con una pena pública.
La Lex Baebia fue la primera ley que penalizaba el soborno electoral y fue instituida por Marco Bebio Tánfilo durante su consulado en 181 a. C. La aprobación de la primera ley suntuaria de Roma el año anterior sugiere que las dos formas de legislación están relacionadas. Ambas estaban destinados a frenar las desigualdades de poder y estatus basadas en la riqueza dentro de las clases gobernantes. La tentación de caer en el soborno indica que la tradicional relación patrón-cliente era insuficiente para reunir los votos suficientes para ganar las elecciones.
El historiador griego del siglo II a. C. Polibio, una de las más importante fuentes sobre el funcionamiento de la Constitución romana, hace la extravagante afirmación de que mientras los cartagineses obtenían un cargo público al ofrecer regalos abiertamente, la pena en Roma por hacerlo era la muerte. El tema es que quizás, el ambitus podría interpretarse como una traición en determinadas circunstancias. Entre las leges iudiciorum publicorum se encontraba la 30 ad legem Iuliam ambitus.
Las tácticas retóricas de los discursos de Cicerón demuestran cómo un cargo inicial de ambitus, bajo cualquier estatuto, podría convertirse en una ocasión para impugnar o humillar a una figura pública. Los políticos popularistas eran particularmente vulnerables a cargos de ganarse el favor de las masas, y se podría alegar ambitus cuando un hombre de rango social más bajo derrotaba a su superior en una elección: "Parece que la derrota de un candidato que habría alardeado de nobilitas por parte de otro que no poseía esa posición podía ser motivo suficiente para iniciar un cargo de ambitus."
Durante la era imperial, el político ambicioso cedía por necesidad al burócrata la tenencia de las magistraturas romanas. El ambitus siguió siendo un problema tanto en Roma como en los municipia de todo el imperio. El filósofo estoico Epicteto (siglos I y II) también recogía la agitación de la política electoral y el ambitus. El soborno de una persona que ya ocupaba un cargo estaba cubierto por leyes de repetundae; los gobernadores provinciales eran particularmente susceptibles a tales cargos.  El hecho de que las sanciones no parecen haber sido muy severas (Suetonio. Aug. 40. 1) sugiere la tolerancia del comportamiento tradicional.

## Leyes y tribunales
La importancia del ambitus se puso manifiesto con la necesidad de establecer unos tribunales especiales, quaestio de ambitus, para reprimir estas prácticas de acaparamiento ilícito de votos. Se promulgaron varias leyes para proteger la necesidad fundamental de la democracia mediante la salvaguardia de la libertad de expresión de los votos. Desde el siglo V a. C. comienza un largo proceso legislativo que va desde el discutido  plebiscito del 432 a. C. que prohibía el blanqueamiento de las togas hasta la compleja legislación del siglo I a. C.
En general no se puede decir que los intentos de erradicar esta actividad ilegal hayan sido exitosos. Fue solo bajo el imperio, con la influencia directa del príncipe, cuando terminó la participación política activa y, en consecuencia, los delitos de ambitus se redujeron de forma drástica, prácticamente confinadas a las elecciones municipales.
Entre las leyes que se establecieron para sancionar el delito de ambitus, destacan:
- Lex Poetelia de ambitu – 358 a. C.
- Lex Cornelia- Baebia de ambitu – 181 a. C.
- Ley de nombre desconocido - 159 a. C.
- Lex Calpurnia de ambitu – 67 a. C.
- Lex Tullia de ambitu – 63 a. C.
- Rogatio Aufidia de ambitu - 61 a. C.
- Lex Pompeia de vi et de ambitu - 52 a. C.
- Lex Iulia de ambitu - 18 a. C.